# Épinonville
Épinonville é uma comuna francesa na região administrativa de Grande Leste, no departamento de Meuse. Estende-se por uma área de 14,06 km². Em 2010 a comuna tinha 75 habitantes (densidade: 5,3 hab./km²).